# Kokoni

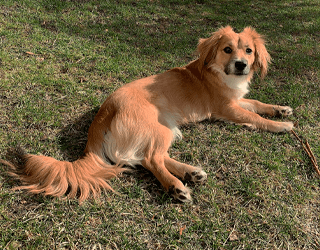
Foto da Raça de Cachorro Kokoni

Kokoni (em grego:  Κοκόνι) é uma raça de cão doméstico de pequeno porte com origem na Grécia. Recentemente, foi estabelecida como uma raça padronizada. 

## Aparência
Essa raça de cão é classificada como de médio ou pequeno porte, variando entre 4 e 8 quilos e com altura média de 29 centímetros. Suas principais características são pernas longas e definidas para o tamanho, focinho curto, orelhas sempre caídas. Além disso, apresenta rabo longo, curvado e com pelos em excesso. Possui também pelagem longa nas orelhas. A raça traz variadas combinações de cores sendo elas em sua maioria tricolores ou bicolores.

## Valor de venda
Cães Kokoni podem ser encontrados a venda por valores altos, podendo chegar até 7 mil reais. 